# Kinosternidae
Kinosternidae là một họ rùa. Họ này có 25 loài trong bốn chi, nhưng phân loại lại phân loại là một quá trình đang diễn ra, vì vậy nhiều nguồn khác nhau về số lượng chính xác của loài và phân loài. Chúng sống trên những vùng nước chảy chậm, thường có đáy mềm, lầy lội và thảm thực vật phong phú.
Hầu hết các loài trong họ này là những con rùa nhỏ, có chiều dài 10–15 cm.

## Phân loại
Theo TFTSG:
Phân họ Kinosterninae
- Chi Kinosternon Spix, 1824
  - Kinosternon acutum Gray, 1831
  - Kinosternon alamosae Berry & Legler, 1980
  - Kinosternon angustipons Legler, 1965
  - Kinosternon baurii Garman, 1891
  - Kinosternon arizonense Gilmore, 1923
  - Kinosternon chimalhuaca Berry, Seidel, & Iverson, 1996
  - Kinosternon creaseri Hartweg, 1934
  - Kinosternon dunni Schmidt, 1947
  - Kinosternon durangoense Iverson, 1979
  - Kinosternon flavescens (Agassiz, 1857)
  - Kinosternon herrerai Stejneger, 1945
  - Kinosternon hirtipes Wagler, 1830
  - Kinosternon integrum Le Conte, 1854
  - Kinosternon leucostomum Duméril, Bibron & Duméril, 1851
  - Kinosternon oaxacae Berry & Iverson, 1980
  - †Kinosternon pojoaque[2] Bourque, 2012
  - Kinosternon scorpioides (Linnaeus, 1766)
  - Kinosternon sonoriense Le Conte, 1854
  - Kinosternon subrubrum (Lacépède, 1788)

- Chi Sternotherus Bell, 1825

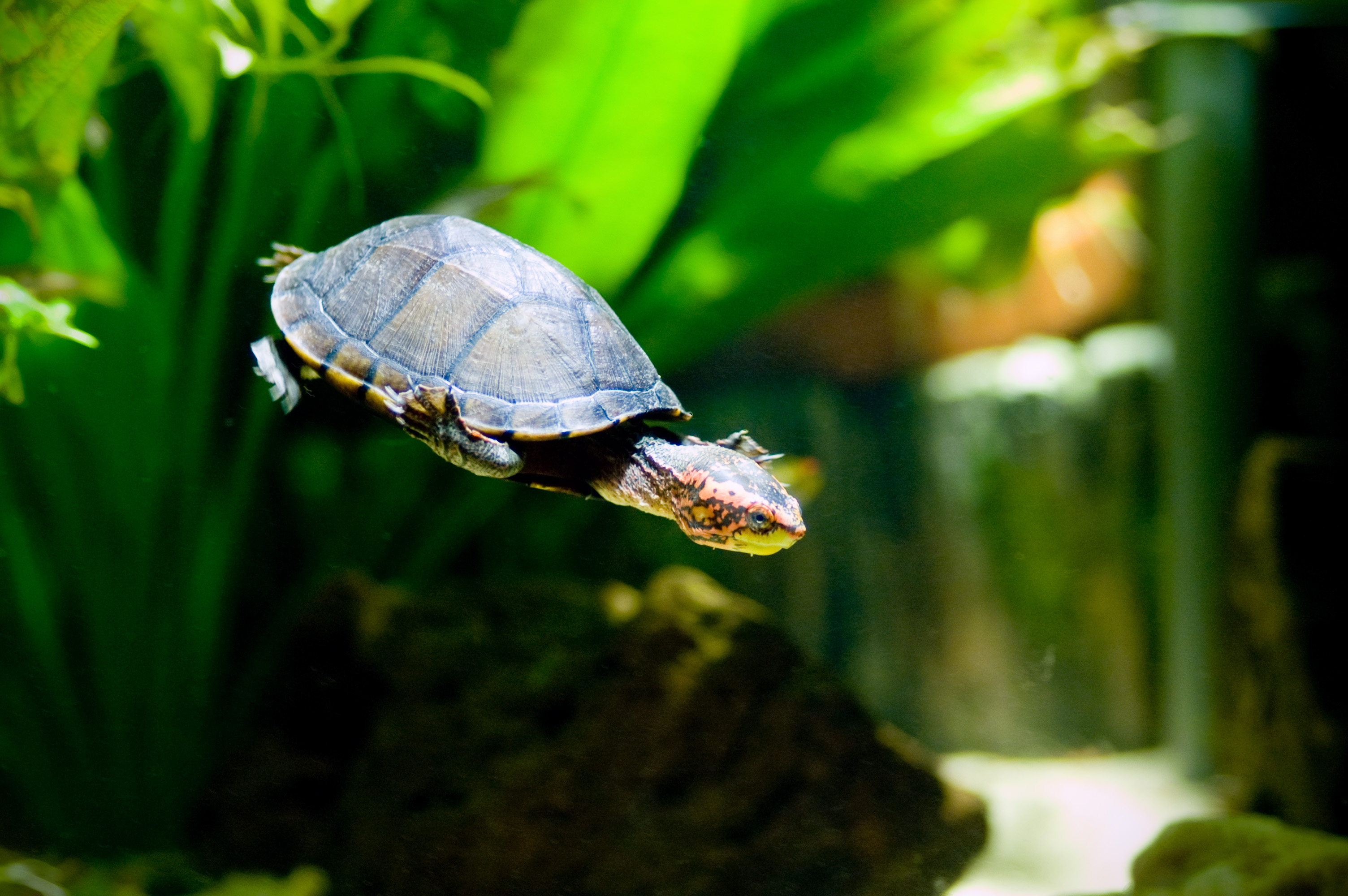
Kinosternon scorpioides

  - Sternotherus carinatus (Gray, 1855)
  - Sternotherus depressus Tinkle & Webb, 1955
  - Sternotherus minor (Agassiz, 1857)
  - Sternotherus odoratus (Sonnini & Latreille, 1802)

Phân họ Staurotypinae
- Chi Claudius Cope, 1865
  - Claudius angustatus Cope, 1865
- Chi Staurotypus Wagler, 1830
  - Staurotypus salvinii Gray, 1864
  - Staurotypus triporcatus (Wiegmann, 1828)

Gần đây, phân họ cuối cùng này đã được nâng lên thành họ, Staurotypidae.